# ツェルト
ツェルトとは、登山用の小型軽量で、支柱が付属していないテントである。

## 語源
本来は英語の「テント」と同義であるドイツ語の「ツェルトザック」（Zeltsack）の略だが、日本では極めて簡易にしたテントを、通常のテントと区別して「ツェルト」と呼称する。

## 役割・機能
ツェルトは小型軽量であるため、日帰りの予定の山行も含めて、どのような山行でも習慣的に携行すべき装備とされる。例えば、何らかの理由で予期せずにビバークに追い込まれ、その上に天候が悪化した場合などには有用であり、ツェルトを使えば雨や雪や風などを身体に直接受けずに済む。
ツェルトの使い方には、多様なバリエーションが有る。例えば、両側に有るベンチレーターにロープを通し立木などに結んで張る方法や、横倒しにして収容人数を増すといった使用法や、ツェルトの中に入った上で傘をさして支柱代わりにして内部に空間を確保する使い方も有る。また、急なビバークの際には、ツェルトを被るだけや、包まるだけという使い方も可能であり、そのようにした場合には、ベンチレーターから顔を出せば周囲の様子を見渡せる。
以上のような予定外の停滞を強いられた場合以外に、装備の軽量化のために通常の組み立て式のテントの代わりに、敢えてツェルトを選択して、宿泊時に計画的にツェルトを使用して、身軽になった分で行動範囲を広げる者もいる。
なお、底面を開放してタープとする使い方も有る。また非常に短時間の使い方として、排泄などの際に、地面に穴を掘った上で目隠しのため被るといった使い方も有る。